# Sicz Zadunajska

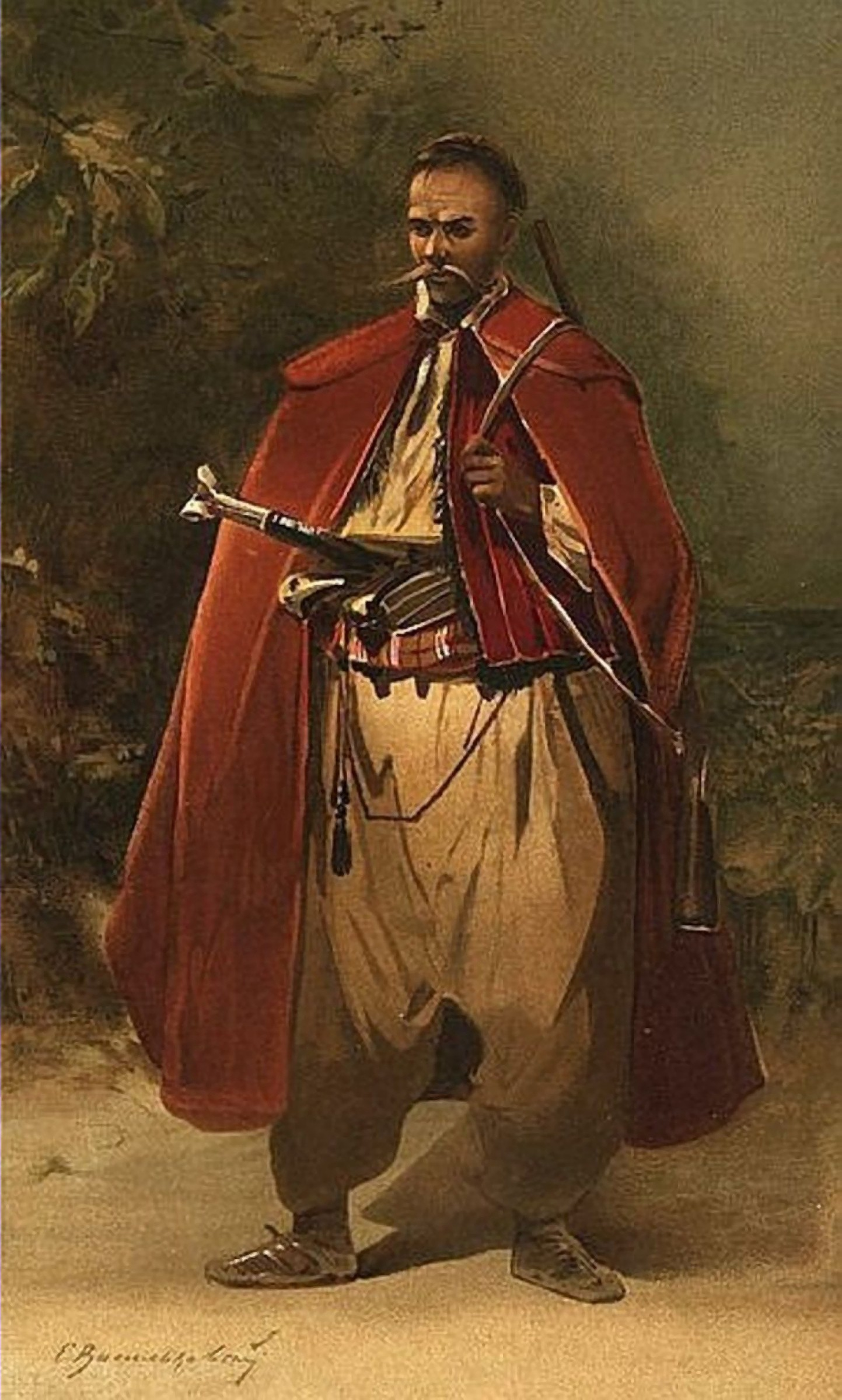
Kozak dunajski

Sicz Zadunajska, Sicz Dunajska – osadnictwo kozackie na terenach pod administracją turecką w XVIII wieku.
Po zburzeniu przez wojska rosyjskie Nowej Siczy i likwidacji Zaporoskiego Wojska Kozackiego w czerwcu 1775, część Kozaków została przesiedlona się na Kubań jako Kozacy czarnomorscy, część zaś zbiegła z oblężonej Siczy i osiedliła na terenach Imperium Osmańskiego, u ujścia Dunaju - początkowo na lewym brzegu, a później zostali przesiedleni na prawy brzeg. Utworzyli tam nową wojskową organizację Kozaków zaporoskich, przenosząc ich zwyczaje i ustrój siczowy.
Kozacy zobowiązani byli prowadzić służbę pograniczną oraz brać udział w karnych wyprawach wojsk tureckich przeciw Bułgarom, Serbom i Grekom.  
Po rozpoczęciu w 1828 wojny rosyjsko-tureckiej, kiedy Turcy rozkazali Kozakom zaatakować terytorium rosyjskie, 18 maja 1500 Kozaków na czele z atamanem koszowym Josypem Hładkym przeszło na stronę rosyjską. W odpowiedzi na to Turcy zniszczyli Sicz Zadunajską, i wymordowali wszystkich złapanych mieszkańców.
Po zakończeniu wojny rząd rosyjski osiedlił ocalałych Kozaków na wybrzeżu Morza Azowskiego, tworząc z nich Azowskie Wojsko Kozackie. Część Kozaków jednak, nie chcąc wracać pod jarzmo rosyjskie, osiedliła się w Banacie i Wojwodinie, jak również przy ujściu Dunaju, zasiedlając miasta Gałacz, Izmaił, Wyłkowe, Kilia i Tulcza.